# Балакліївська сільська рада
Балакліївська сільська́ ра́да — сільська рада, територія якої відноситься до складу Великобагачанського району Полтавської області, Україна. Центром сільради є село Балаклія.
Населення сільради 715 осіб.

## Населені пункти
- село Балаклія
- село Колосівка
- село Писарівщина
- село Шипоші